# David Slade
Pour les articles homonymes, voir Slade (homonymie).
David A. Slade (né le 26 septembre 1969 au Royaume-Uni) est un réalisateur britannique.

## Biographie
Il a commencé sa carrière en faisant des vidéos de musique. Son œuvre comprend des vidéos pour des artistes comme Aphex Twin, Rob Dougan, System of a Down, Stone Temple Pilots, Tori Amos et Muse.
Son premier long métrage, Hard Candy a été produit en 2005 par Lions Gate Entertainment. Il a ensuite dirigé le film de vampires 30 jours de nuit en 2007. Slade a été embauché par Summit Entertainment pour diriger Twilight, chapitre III : Hésitation, le troisième film de la saga Twilight qui est sorti le 7 juillet 2010.

## Filmographie

### Films
- 2005 : Hard Candy
- 2007 : 30 Jours de nuit (30 Days of Night)
- 2010 : Twilight, chapitre III : Hésitation (The Twilight Saga: Eclipse)
- 2018 : Nightmare Cinema
- 2018 : Black Mirror: Bandersnatch
- 2020 : Red Bird Lane
- 2023 : Dark Harvest

### Séries télévisées
- Black Mirror (épisode 4x05)
- Hannibal (5 épisodes)
- Awake (épisode pilote)
- Breaking Bad (épisode 4x03)

### Clip vidéo
- Aphex Twin : Donkey Rhubarb
- LFO : Tied Up
- CJ Bolland : Sugar Is Sweeter
- System Of A Down : Aerials